# Hugo Forssell
Hugo Forssell, né le 4 janvier 1999 à Linköping, est un coureur cycliste suédois.

## Biographie
En aout 2021, il s'impose sur le contre-la-montre des championnats de Suède, à Lekeryd.

## Palmarès et résultats

### Par année
- 2018
  - Östgötaloppet
  - Svanesunds 3-dagars :
    - Classement général
    - 1re étape
- 2019
  - Swe Cup Landsväg
  - Kinnekulle Cyclassic
  - Falkenloppet
  - 3e du championnat de Suède du contre-la-montre
- 2020
  - Kinnekulleloppet
  - 2e de l'Östgötaloppet
  - 3e du championnat de Suède du contre-la-montre
- 2021
  -  Champion de Suède du contre-la-montre
  - Prologue de l'U6 Cycle Tour
  - Västboloppet
  - 2e de l'Östgötaloppet
- 2022
  - Swe Cup Landsväg
  - Östgötaloppet
  - 2e étape des 3 Dage i Nord
  - Kinnekulle Cyclassic
  - Falkenloppet
  - 1re et 5e (contre-la-montre) étapes de l'U6 Cycle Tour
  - Svanesunds 3-dagars :
    - Classement général
    - 1re (contre-la-montre), 2e, 3e (contre-la-montre) et 4e étapes

  - 2e des 3 Dage i Nord
- 2023
  -  Champion de Suède du critérium
  - Kinnekulleloppet
  - Lars RP Kriterium
  - Arlanda Testtrack Race
  - U6 Cycle Tour  :
    - Classement général
    - 4e étape

  - 2e de l'Östgötaloppet
  - 2e du championnat de Suède sur route
- 2024
  - Östgötaloppet
  - Jönköpings Grand Prix
  - Scania Grand Prix
  - Anundsloppet
- 2025
  -  Champion de Suède sur route
  - 2e du championnat de Suède du contre-la-montre
  - 3e de l'Östgötaloppet

### Classements mondiaux
| Année                                 | 2019  | 2020  | 2021 | 2022  | 2023 | 2024  |
| ------------------------------------- | ----- | ----- | ---- | ----- | ---- | ----- |
| Classement mondial                    | 1531e | 1069e | 847e | 1684e | 783e | 1350e |
| UCI Europe Tour                       | 1021e | 830e  | 652e | 1107e | nc   | nc    |
|                                       |       |       |      |       |      |       |
| Légende : nc = non classéSource : UCI |       |       |      |       |      |       |